# Rudrama Devi
Rani Rudrama Devi (morte en 1289 ou en 1295), ou Rudradeva Maharaja, parfois orthographié Rudramadevi ou Rudrama-devi, est une monarque de la dynastie Kâkâtiya qui règne sur le plateau du Deccan de 1263 jusqu'à sa mort. N'ayant pas de frère, elle devient l'une des rares femmes à régner en Inde.
Le règne de Rudrama Devi commence probablement par une corégence partagée avec son père, Ganapatideva, de 1261 à 1262. Elle assume ensuite la pleine souveraineté à partir de 1263.
Contrairement à ses prédécesseurs Kâkâtiya, elle choisit de recruter des guerriers venant de familles non aristocratiques et leur accorde des droits sur les recettes fiscales foncières en échange de leur soutien. C'est un changement important qui est poursuivi par son successeur et par les souverains suivants du royaume de Vijayanagara,.

## Règne

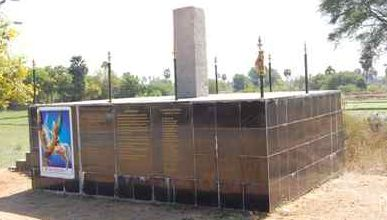
Inscription sur la mort de Rudrama Devi à Chandupatla en 1289.

Peu après le début de son règne, Rudrama Devi doit faire face aux invasions de la dynastie orientale du Gange et par les Yadavas. Elle réussit à repousser le premier, qui se retire de l'autre côté de la rivière Godavari à la fin des années 1270, et elle réussit à vaincre les Yadavas, qui sont forcés de céder des territoires dans l'ouest de l'Andhra[réf. nécessaire]. Elle est, cependant, infructueuse dans le traitement de la dissidence interne posée par le chef Kayastha Ambadeva après 1273. Ambadeva refuse d'être subordonné aux Kâkâtiya et prend le contrôle d'une grande partie du sud-ouest de l'Andhra, aujourd'hui dans le district de Guntur.
Rudrama Devi pourrait être morte en 1289 lors d'un combat contre Ambadeva, bien que certaines sources disent qu'elle meurt en 1295. Une inscription découverte en 1994 dit que Rudrama Devi meurt lors d'une bataille dans le village de Chandupatla le 27 novembre 1289, mais d'autres sources rapportent sa mort en 1295,. Deux sculptures découvertes en 2017 pourraient confirmer l'hypothèse de 1289. À sa mort et après les années de guerre, le royaume a perdu en superficie. Elle est remplacée par son petit-fils, Prataparudra.

## Vie privée
Rudrama Devi épouse Virabhadra, membre d'une branche mineure de la dynastie Chalukya, probablement en 1240. C'est avant tout un mariage politique conçu par son père pour forger des alliances. Peu d'informations nous sont parvenues sur Virabhadra et il ne joue probablement aucun rôle politique. Le couple a eu deux filles (toutes deux adoptées).
Cependant Marco Polo, qui a pu connaître Rudrama Devi, dit que Telangana « fut jadis à un roi et il y avait bien 40 ans depuis qu'il était mort, mais la reine sa femme l'aimait tant que jamais depuis elle ne voulut se marier à quiconque, par amour pour son mari. Et en tout ce terme de 40 ans elle avait tenu son royaume aussi bien ou mieux que jamais le tint son baron ; si que, parce qu'elle aimait droit et justice et le pays, elle était aimée de chacun. »

## Dans la culture populaire
Le cinéaste Gunasekhar a réalisé le film Telugu Rudhramadevi, retraçant la vie de Rudrama Devi avec Anushka Shetty, Allu Arjun, Rana Daggubati et Krishnam Raju dans les rôles principaux.